# Strålsnäs
Strålsnäs est une localité de Suède dans la commune de Boxholm située dans le comté d'Östergötland.
Sa population était de 425 habitants en 2019.